# Organizações politicas na América pré-colombiana

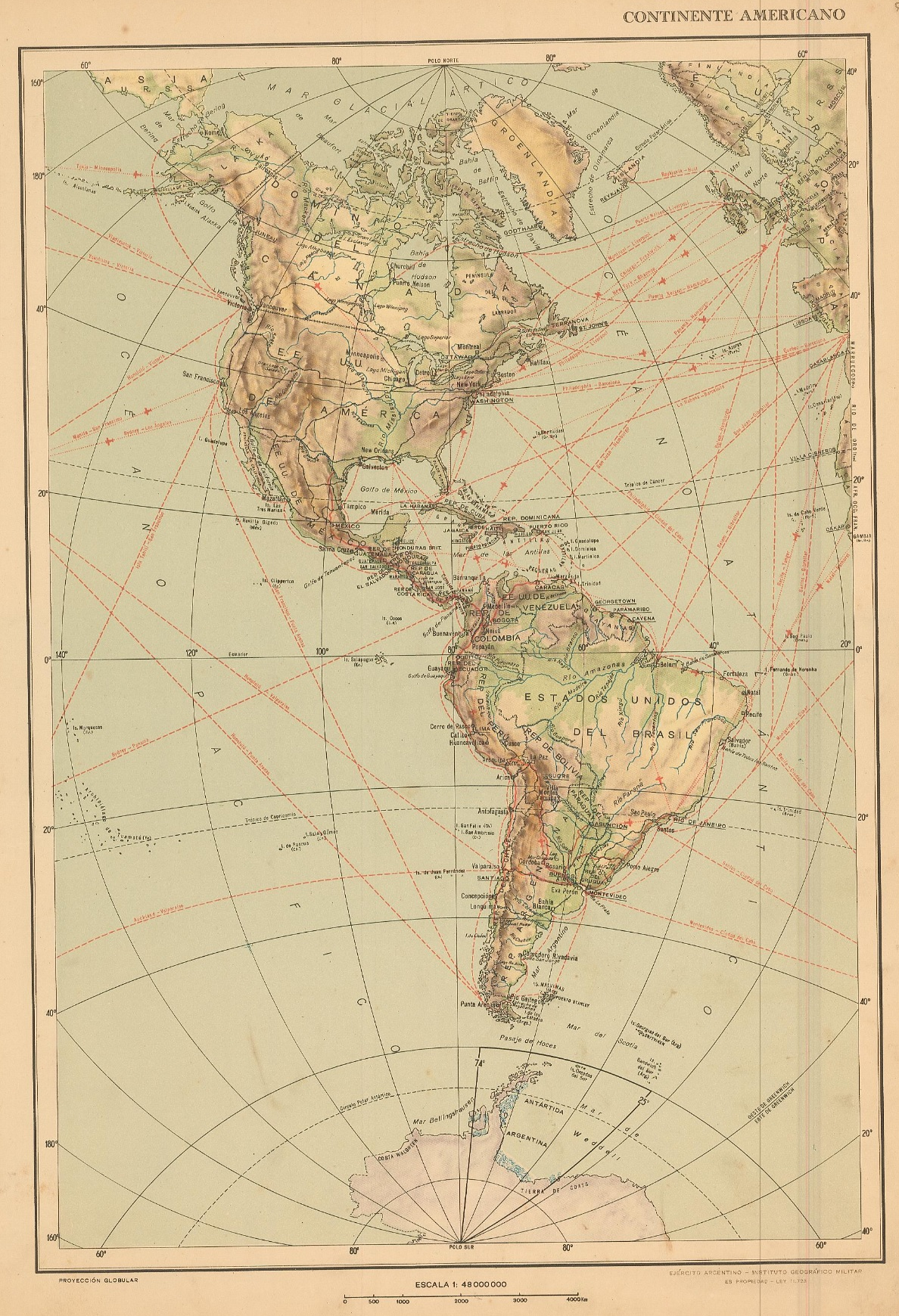
Mapa do continente americano, Instituto Geográfico Nacional (Argentina)

Organizações políticas na América pré-colombiana são formas em que os nativos americanos estruturavam suas sociedades e convivência. Suas classificações, obedecendo aos parâmetros postos pelos povos em expansão atlântica, observavam as similaridades com as organizações do velho continente e, assim, estabeleciam hierarquias entre elas de acordo com seu grau de complexidade e reprodução. Há desde o século XX forte corrente de pensadores contrários a tal esquematização, entendendo como uma tradição datada e colonizante tabelar experiências de ocupação humana no mundo observando seu nível de centralização política, por exemplo. Uma dessas estudiosas é Márcia Maria Arcuri Suñer, que coloca o fenômeno da dualidade na cosmovisão indígena dentro das perspectivas de poder, e formula contradições às posturas de autores como Julian Steward e Elman Service, adeptos da idealização criticada.
O continente americano era lar de aproximadamente 50 milhões de pessoas à época da chegada dos espanhóis, em 1492, e portugueses, em 1500 - pioneiros nas viagens ultramarinas. Estudiosos com Eduardo Góes Neves, com base em ossos e ferramentas de pedra, apontam para uma primeira ocupação do continente há 17 mil anos, apesar de existirem diversas linhas de pesquisas que indiquem datas e rotas de chegadas distintas – pelo estreito de Bering, ao norte, e vias marítimas ao sul. Essa população vivia espalhada do norte do Canadá à Patagônia argentina tanto em pequenos grupos seminômades quanto em grandes centros urbanos densamente habitados. Essas sociedades podem ser classificadas em diferentes categorias de acordo com o grau de eficiência que alcançaram em relação ao domínio da natureza, como disse Maria Cristina Mineiro Scatamacchia.

## Dos nômades às tribos
Os grupos nômades formados por caçadores e coletores, indivíduos sem moradia fixa e dependentes da oferta de alimentos obtidos da natureza, postos sob influências múltiplas que iam da mudança e/ou escassez de gêneros básicos ao florescimento cultural e aproximação a outros grupos, com o passar do tempo começaram a fundar bases de convívio e uma crescente sedentariedade. A esse estágio inicial usa-se o termo formativo como definição do processo ocorrido durante o paleoíndio e o arcaico americano, que terminou em relativa semelhança cultural entre as células sociais de nativos e, a partir dele, houve o desenvolvimento das tradições regionais e das chamadas áreas nucleares.
A tradição oral e os contatos tardios de povos isolados figuram como peças importantes para o entendimento dessas comunidades e suas estruturas políticas dado o processo histórico de apagamento das tradições indígenas, feito tanto pelo massacre e extinção de seus corpos e realidades, promovidos pelos colonizadores, quanto pelas diversas resistências exercidas pelos nativos, entre elas a assimilação cultural dos povos agressores. A arqueologia, diante a desafios de fontes por vezes escassas, cada vez mais aproxima-se da interdisciplinaridade e consórcio com a antropologia, linguística histórica e etnografia no estudo das populações pré-coloniais.

### Povo Tuparí

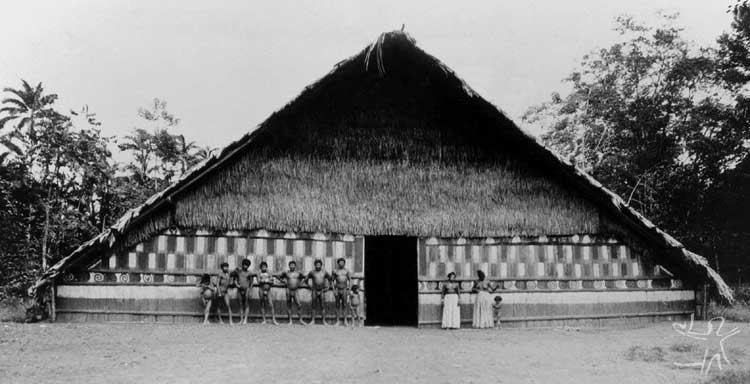
Tipo de moradia comunal indígena

Tem-se como exemplo de contato tardio o caso dos Tuparí, da região do Rio Branco, Rondônia, em 1927, descrito no trabalho sobre sua aculturação de Franz Caspar. Povo típico das sociedades tribais da América do Sul, não possuíam técnicas de trabalho com metais nem sistemas de cálculos ou escrita definidos. Suas atividades de plantio observavam as estações chuvosas e de estiagem do ano. Quase não possuíam relações comerciais com os vizinhos e com eles compartilhavam semelhanças culturais, especialmente no idioma. Moravam em casas comunais, em forma de cúpula, onde viviam trinta ou mais famílias essencialmente autônomas ligadas ao chefe do grupo, este praticamente sem privilégios de poder. O cacique Tuparí trabalhava nas terras dos companheiros da comunidade e recebia ajuda destes em sua plantação, sendo, portanto, estimado pelos pares devido à carga maior de esforço. As tarefas de roçada e construção das moradias eram exercidas comunitariamente e havia divisão sexual dos trabalhos, embora inexistia outras formas de estratificação em classes.

### Povo Guarani
Os Guaranis, povos habitantes da região da Bacia do Rio da Prata, são outros ilustrativos exemplos de organização política tribal. Tendo como base produtiva e consumidora as unidades familiares, são povos que misturam de forma indissociável as dimensões econômica e social. Como demonstra José Otávio Catafesto de Souza, essa etnia baseava-se em um sistema de "economia doméstica", termo de Karl Polanyi, sendo o núcleo familiar produtor sem complexidades na divisão de tarefas e ao mesmo tempo um consumidor que gozava de certa liberdade no usufruto do produzido. A chefia, nos casos de comunidades familiares extensas, nas quais todos estavam ligados por um genitor, este era o líder, demonstrando a importância dos laços consanguíneos, embora socialmente os laços de afinidade marcassem também as interações entre os indivíduos. Tal organização parental trazia vantagens no relacionamento com aldeias vizinhas, facilitando a comunicação e alianças.

A coletividade da produção; as roçadas, caçadas e pescarias coletivas marcaram essa etnia que praticamente desconhecia competição econômica intragrupal - característica resiliente mesmo com os esforços das reduções jesuíticas no período colonial. A atomização da produção em células familiares impedia qualquer organização política que a superasse em um rumo para além da procura por obtenção apenas do necessário às demandas básicas do coletivo, embora houvesse um sistema de trocas, mesmo que reduzido. Os princípios da reciprocidade e da redistribuição dos gêneros básicos eram essenciais à soma de qualidades como generosidade e oratória para a obtenção de prestígio entre os Guaranis - bem como à maioria dos cultivadores de floresta. A abordagem interpretativa de realidade cíclica, como as estações do ano, não alimentava ideias como a estocagem e a austeridade para tempos de baixos recursos; tal filosofia assumia a presença inseparável de espíritos e forças não materiais em toda reprodução social e natural.

Ritual de antropofagia

### Povo Tupinambá
Os Tupinambás (ou Tupis) que, espalhados pelo litoral brasileiro, foram os primeiros a serem contados logo na chegada dos europeus. Viviam em malocas, cada grupo, tribo ou aldeia contava com 6 a 8 dessas construções, tendo de 200 a 600 indivíduos. Também tinham separação das atividades por sexo (agricultura e artesanato era feminino, caça e guerra eram tarefas masculinas). Essa última atividade, a guerra, era de crucial importância para sua cultura, fazendo-a contra grupos da mesma nação ou tapuias, cujos prisioneiros podiam servir de banquete em rituais antropofágicos.

## Cacicados complexos
A teoria dos cacicados explica o desenvolvimento de sociedades complexas na América antes da chegada dos colonizadores, e refere-se nomeadamente a transformação de grupos nômades de caçadores e coletores em uma sociedade estagnada e complexificada. Esses grupos, ou então chamados cacicados, foram indivíduos protagonistas de principais regiões do Brasil. Composta de chefias, chefes militares e uma forte nobreza "ancestral", com economias diversificadas e altamente produtivas, esses cacicados se distinguem das “tribos segmentares” por sua organização política e economia dispersas ao longo do território que possuíam. Como exemplo, os cacicados da Amazônia eram sociedades pré-colombianas que se organizavam ao longo do rio amazonas.

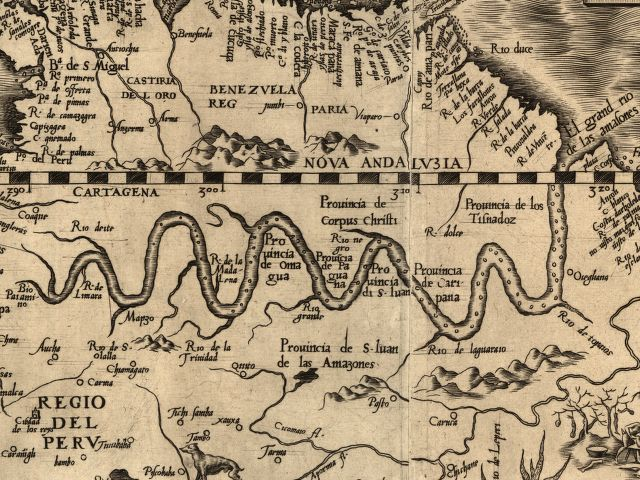
Mapa de 1562 da região do Rio Amazonas

Eram sociedades com especialização econômica e poder político e religioso consolidado. Também, eles tinham um conceito de hierarquia social marcada. Então, havia uma divisão de trabalho longitudinal numa série de especializações de atividades diárias. A essas sociedades, são constituídas por aglomerado pré-urbano em grupos de milhares de pessoas e dotada de uma excêntrica sociedade com motor cultual complexo e organizado, dada a configuração do território amazônico. Essas sociedades sedentárias evoluíram de versões “primitivas” a uma sociedade política, passando a serem chefiadas por chefes de curto prazo e principais, ou caciques, carismáticos.
Entre 2000 a.C. e 1000 a.C. os cacicados já poderiam ser encontrados na Amazônia, mais especificamente eram localizados às margens dos rios, sobretudo no rio amazonas, onde a geografia e os recursos naturais combinaram avanço significativo de grandes aldeias e sociedades, com sistemas de produção agricultura e práticas ritualistas. Pesquisas arqueológicas identificaram sítios com áreas de produção cerâmica, trabalhos com madeira e látex. Essas são evidências de aldeias e práticas sociais modernos e sofisticadas produzidos pelos povos Machifaro-Aisuares e Yorimáguas na região.
Várias teorias explicam a formação e o desenvolvimento dos cacicados; principalmente, as teorias de Julian Steward, Betty Meggers, Clifford Evans, Donald Lathrap e Anna Roosevelt. Além disso, fatores como a ecologia e a guerra foram fundamentais para o fortalecimento dos cacicados, que exerceram seu domínio, por meio, da guerra e da assimilação cultural no território amazônico.

### Os cacicados
Os cacicados representam sociedades inovadoras no desenvolvimento de indígenas na Amazônia, com uma estrutura política consolidada, cultura complexa e uma forte organização social e econômica definida. Esses grupamentos detinham uma plena habilidade de adaptabilidade ambiental. Existem muitos cacicados dentro do território amazônico, no entanto aqui estão os mais influentes e representativos desse modelo político social.

#### Omáguas
Os Omágua ou Cambeba, foi o cacicado mais desenvolvido entre os amazônicos, localizado no baixo rio Napo, afluente do rio Amazonas, no território do Peru, até a região dos rios Javari e rio Içá, afluentes do rio Solimões pelas ambas as  margens geográficas, próxima a atual cidade de São Paulo de Olivença. Esse povo é identificado integrante da Província de Aparia, no século XVI. Na região os Omágua estenderam seu território por 600 km, suas aldeias são catalogadas em cerca de vinte povoados, compostos por cinquenta casas cada um, em ambas as margens do rio, porém, a aldeia principal se localizava na boca do rio Javari sendo chamada Aparia grande. Lá é onde reside a chefia do povo Omágua cujo nome é Tururucari.
O Tururucari detém a clássica características de um líder dos cacicados. Na perspectiva Omágua seu chefe é considerado um Deus, defensor de seu povo além de líder político, cacique maior e figura representativa de plenitude dessa sociedade sobre o seu território.
Um dos seus aspectos relacionados a tradições culturais dessa conjuntura indígena é a de comprimir o crânio das crianças com talas de madeira, para que assim haja o  achatamento a testa, assim eles são conhecidos como Cambeba, que significa cabeça chata. Entre outras concepções ritualísticas estão o manejo da seringueira, pois era confeccionado peças de látex para usar no dia a dia e em rituais religiosos.

#### Machifaro-Aisuari
Os Machifaro-Aisuare que no século XVI e XVII foram muito influentes e detinham um enorme território de 220 km as margens do rio Amazonas, da foz Tefé ao Coari.
Os dinâmicas que eram estabelecidas nesse povoado não se diferenciavam das demais estéticas características do cacicado. A hirarquia, as casas e ambientes comuns Machifaro são cacicados clássicos.
Os Machifaro são também marcados pela disputas por territorio, pois na história deles existem registos de combate com os Omáguas pela adesão desse aos portugueses colonizadores, então a partir desse fato histórico os Machifaro passarem a ser conhecidos por Curuzirari, Carapuna ou Aisuare.
Machifaro detinham um caráter guerreiro e bélico, sendo muito habilidosos em canoas que além das atividades cotidianas eram também instrumentalizadas para os conflitos, também os guerreiros tinham grande manejo na utilização de lanças sarabatanas, tocavam trombetas e tambores feitos de troncos além dos gritos característicos e ferozes afim de amedrontar os invasores e inimigos.

#### Yoriman ou Yorimáguas
Se estendendo por 250 km, geograficamente localizado abaixo dos domínios dos Machifaro-Aisuares, mais especificamente na Foz do rio Purus, os Yorimáguas ou Yoriman, como foram chamados a partir do XVII, são conhecidos pelo seu forte traço comercial, vista a relação de troca com os demais indígenas, e isso provinha da sua técnica super avançadas e bem sucedidas na produção de cerâmica em sua aldeia principal.
Yorimáguas são descritos pelo frei de Acuña como a nação mais belicosa de todo o rio Amazonas, visto que eles lutavam ferrenhamente a fim da proteção e expansão do seu território. Os Yorimáguas também não compartilham da mesma língua dos demais cacicados vizinhos, sendo o idioma dos Yorimáguas pertencente ao tronco linguístico Tupi-Guarani.
Esse cacicado também é tido como um dos mais ricos devido sua vasta modalidade de negociações com os vizinhos. Por isso, se sabe que os Yorimáguas tinham negócios com os Machifaro-Aisuares, que além das transições econômicas tinham uma aliança contra os Omáguas.

#### Paguana
Os povos Paguana, também identificados como um cacicado amazônico se situa as margens Codajás, próxima à foz do rio Purus, terminando 100 km acima do rio Negro.
Os povos Paguana não podem ser interpretados de maneira homogênea, visto que, ao mesmo tempo que há aldeias que são classificadas como pacificas outras aldeias do mesmo povo é entendido como guerreira. Essa complexidade diferencia os Paguana no sistema de cacicados localizado no território da Amazônia. Outra característica dos Paguana diz respeito à organização das aldeias, pois elas são próximas uma das outras, criando assim espécies de bairros que respondiam a aldeia principal, onde tudo é mais integrado.
Tribos como Caripuna e Zurina, existentes próximos aos Paguanas, tinham grande habilidade em trabalhos com madeira além do manejo com outras matérias primas resultado das riquezas naturais, não obstante, o mesmo é um fato nos Paguanas. Essa conjuntura evidencia que os Paguana são muito plurais no que se refere ao intercâmbio cultura, pois as atividades das demais sociedades que a circunda mesclam por muitas vezes, essa adoção do modelo de seus vizinhos ocorreu, por meio de associação, alianças ou guerras, submetendo-se à autoridade da grande aldeia principal próxima a foz do rio Purus e do rio Negro.

## Estados complexos Mesoamericanos
A Mesoamérica se estende do sul do México até os estados atuais da Nicarágua e Costa Rica. Nessa região, houve o desenvolvimento de estados complexos, desde os Olmecas entre 1200 e 900 a.C., até a queda de Tenochtitlán em 1521.

O estado seria o último estágio de desenvolvimento de uma sociedade no modelo evolucionista de Steward. Uma economia forte, organizada por um sistema político de alianças diplomáticas e leis, assim como estratificação social, densidade populacional e alta produção agrícola e pastoril.

### Formação mesoamericana
O sedentarismo agrícola e a produção de cerâmica começaram aproximadamente em 2500 a.C. Nessas pequenas aldeias havia poucas hierarquias sociais e uma organização política tribal até 1200 a.C. A economia era baseada no consumo interno mas com um pequeno comércio entre aldeias. Entre 1200 e 400 a.C. foram encontradas evidências de construções de represas, canais e outras tecnologias para a agricultura. Assim como o aumento da diversidade de plantas utilizadas, houve o aperfeiçoamento de técnicas para a fabricação de cerâmica e de talhar pedras e, assim, ocorreu um aumento na produção de bens para o prestígio social, contribuindo para a criação de hierarquias sociais.

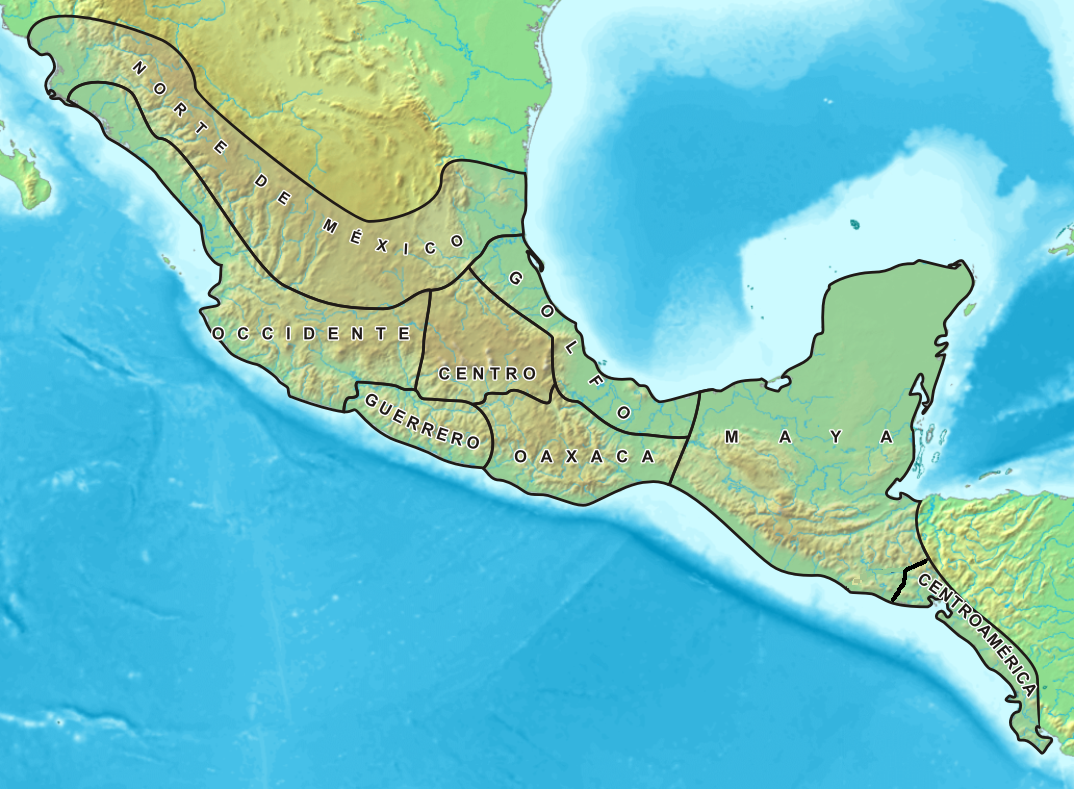
Mapa das áreas culturais da Mesoamérica

O comércio possibilitou a diferenciação das aldeias quanto à sua população e posição política. Com o tempo, foram construídas grandes praças e templos, desenvolvendo uma nova estrutura social de tipo estamental, com especialistas, políticos, comerciantes, religiosos e artistas. Entre 400 a.C. e 200 d.C. houve um desenvolvimento intensivo da agricultura, aumentando o tamanho das aldeias, formando assim capitais regionais e o aumento do comércio. Nos sítios arqueológicos, foram encontrados vestígios de uma arquitetura monumental, que mostra o controle político e religioso dessas capitais.
Os olmecas tiveram grande influência no período de formação da Mesoamérica, foram considerados durante anos a “mãe” de todas as sociedades mesoamericanas. Atualmente existe um acalorado debate, porém é consenso que eles foram a primeira sociedade estratificada e com grande prestígio.

### Período clássico mesoamericano
Entre 250 e 900 d.C. se dá o início do período clássico marcado pela presença de dinastias, na qual mais alto cargo de poder é passado hereditariamente. O crescimento das cidades continua intenso, causando uma diferenciação das áreas urbanas e rurais. Houve também uma intensificação das migrações e das rotas de comércio. O desenvolvimento das cidades possibilitou uma maior diferenciação social, consolidando as elites, que governavam baseadas nas instituições religiosas.
Então surgem os grandes estados mesoamericanos, com estruturas complexas. Os reinos maias, por exemplo, desenvolveram calendários e uma escrita complexa, se legitimaram pela proteção divina, linhagem e força militar. O império asteca consolidou Teotihuacan, capital do império, desenvolvendo o estado mais influente da história da Mesoamérica clássica, a maior potência bélica e conquistadora. Possuía uma organização militar poderosa e provavelmente um sistema tributário.

### Os reinos pós-clássicos
Entre 750 e 900 d.C., os antigos reinos foram destruídos ou abandonados, possivelmente devido a diversas catástrofes, superpopulações, degradação das terras agricultáveis, fome e epidemias. Porém, causas humanas também podem ter contribuído para a decadência das cidades. Os reinos maias apontam para um crescimento da população nobre, assim multiplicando a carga tributária sobre os camponeses, quebrando o equilíbrio dos recursos disponíveis e os cobradores.
Aproximadamente em 1000 d.C., o Estado ressurgiu, o colapso dos antigos reinos destruiu o poder e o prestígio das nobrezas hereditárias. Assim, abrindo espaço para grandes migrações de povos caçadores coletores do norte e de agricultores inexperientes vindos dos desertos, que foram integrados pela cultura da Mesoamérica. Devido às invasões e a grande instabilidade política ocorreu um grande deslocamento das populações mesoamericanas.
Um desses grupos migrou para as terras maias e se mesclou com a população local e fundou Chichén Itzá. Os descendentes de Teotihuacan se juntaram com Colhuacan e com otomíes de Otumba, para fundar Tula. As duas cidades tinham características multiétnicas e falavam diversas línguas, eram governadas por militares associados com a antiga nobreza nativa. Nas duas cidades, que tornaram-se capitais grandiosas, seus monumentos celebravam a guerra, os sacrifícios dos escravizados, a conquista e a imposição de impostos. Os governantes das duas cidades se identificam com a figura de Quetzalcóatl, um emblema originário de Teotihuacan, que representa os guerreiros que dirigem o reino. Elas eram dirigidas por um comandante dos exércitos e um conselho.
Chichén Itzá e Tula desapareceram em 1100 d.C., ocasionando novamente uma grande onda de migrações. Além dos contínuos processos de invasão dos povos do norte, um desses povos chegou ao vale do México e se denominou mexica. Eles se fundiram à cultura local, aprendendo náhuatl (idioma local), utilizando roupas de algodão e adaptaram a organização política de Tula. Casaram-se com mulheres de ascendência tolteca, estabeleceram alianças políticas e militares com os governantes da região dos lagos. Em 1325, fundaram México-Tenochtitlan. Em 1428, se alinharam com os reinos de texcoco e tlacopan, fundando a tríplice aliança que iniciou um processo de expansão territorial e econômica. Em menos de 100 anos, tornaram-se os estados mais extensos e poderosos do período. Os mexicas se apoiaram nas experiências de seus antecessores omelcas, mayas e teotihuacanos, dividiram o Estado em poder político, econômico, militar e ideológico, concentrando essas forças no governante, mas com um conselho supremo que elegia e vigiava o funcionamento do aparato estatal.